# Juglans boliviana
Juglans boliviana är en valnötsväxtart som först beskrevs av C. Dc., och fick sitt nu gällande namn av Dode. Juglans boliviana ingår i släktet valnötter, och familjen valnötsväxter. Inga underarter finns listade i Catalogue of Life.